# Antonio Marsand
Antonio Marsand (Venezia, 1765 – Milano, 3 agosto 1842) è stato un presbitero e critico letterario italiano, specialmente per quanto riguarda Francesco Petrarca.

## Biografia
Nato a Venezia da una famiglia di commercianti di origini lionesi (Marchand), nel 1788 Antonio Marsand fu ordinato sacerdote per poi entrare nella Confederazione dell'Oratorio di San Filippo Neri. Divenuto un celebre predicatore, sul finire degli anni novanta la famiglia entrò in gravi crisi economica e il Marsand viaggiò per ottenere sussidi per il suo sostentamento: incontrò Pio VII a Roma, frequentò la Milano napoleonica e nel 1811 entrò nell'Accademia Patavina di Padova, divenendo professore alla locale università e per due volte rettore, nel 1813-1814 e nel 1818-1819.
Appassionato bibliofilo e cultore della letteratura, ebbe sempre come autore prediletto Francesco Petrarca, del quale curò l'edizione delle Rime tra il 1819 ed il 1820: più che celebre per la precisione filologica, l'opera è importante per il suo apparato iconografico e per le note espositive di carattere storico-biografico.
Trasferitosi nel 1825 a Milano, soggiornò nel capoluogo lombardo non molto tempo, in quanto fu impegnato nella ricerca di codici e di libri sia a Londra (1831) sia a Parigi, dove offrì a Carlo X la sua biblioteca. Morì a Milano nel 1842.